# Aramusi dik
Aramusi dik (armeniska: Արամուսի դիք) är ett berg i Armenien. Det ligger i provinsen Kotajk, i den centrala delen av landet, 14 kilometer nordost om huvudstaden Jerevan. Toppen på Aramusi dik är 1 497 meter över havet, eller 46 meter över den omgivande terrängen. Bredden vid basen är 0,96 km.
Terrängen runt Aramusi dik är varierad, och sluttar västerut. Runt Aramusi dik är det ganska tätbefolkat, med 149 invånare per kvadratkilometer.. Närmaste större samhälle är huvudstaden Jerevan, 14,0 kilometer sydväst om Aramusi dik.
Trakten runt Aramusi dik består i huvudsak av gräsmarker.